# 349
| 349                |
| ------------------ |
| Dødsfald - Fødsler |
|                    |

| Gregoriansk kalender | 349 CCCXLIX             |
| Ab urbe condita      | 1102                    |
| Armensk kalender     | I/T                     |
| Kinesiske kalender   | 3045 – 3046 戊申 – 己酉 |
| Etiopisk kalender    | 341 – 342               |
| Jødisk kalender      | 4109 – 4110             |
| Hindukalendere       |                         |
| - Vikram Samvat      | 404 – 405               |
| - Shaka Samvat       | 271 – 272               |
| - Kali Yuga          | 3450 – 3451             |
| Iransk kalender      | 273 BP – 272 BP         |
| Islamisk kalender    | 282 BH – 281 BH         |

Se også 349 (tal)